# Estoril Open 2008
Estoril Open 2008 — тенісний турнір, що проходив на кортах з ґрунтовим покриттям. Це був 19-й за ліком Estoril Open серед чоловіків і 12-й - серед жінок. Належав до серії International в рамках Туру ATP 2008, а також до турнірів 4-ї категорії в рамках Туру WTA 2008. І чоловічі, і жіночі змагання відбулись на Національному стадіоні в Оейраші (Португалія) і тривав з 14 до 20 квітня 2008 року.

## Фінальна частина

### Одиночний розряд, чоловіки
Роджер Федерер —  Микола Давиденко 7–6(7–5), 1–2 знялася
- Для Федерера це був 1-й титул за рік і 54-й - за кар'єру.

### Одиночний розряд, жінки
Марія Кириленко —  Івета Бенешова, 6–4, 6–2
- Для Кириленко це був 1-й титул за рік і 3-й - за кар'єру.

### Парний розряд, чоловіки
Джефф Кутзе /  Веслі Муді —  Джеймі Маррей /  Кевін Ульєтт, 6–2, 4–6, [10–8]

### Парний розряд, жінки
Марія Кириленко /  Флавія Пеннетта —  Мервана Югич-Салкич /  Іпек Шенолу, 6–4, 6–4